# Gaspare Ricciulli del Fosso
Gaspare Ricciulli del Fosso (Rogliano, 6 gennaio 1496 – Reggio Calabria, 28 dicembre 1592) è stato un arcivescovo cattolico italiano.

## Biografia

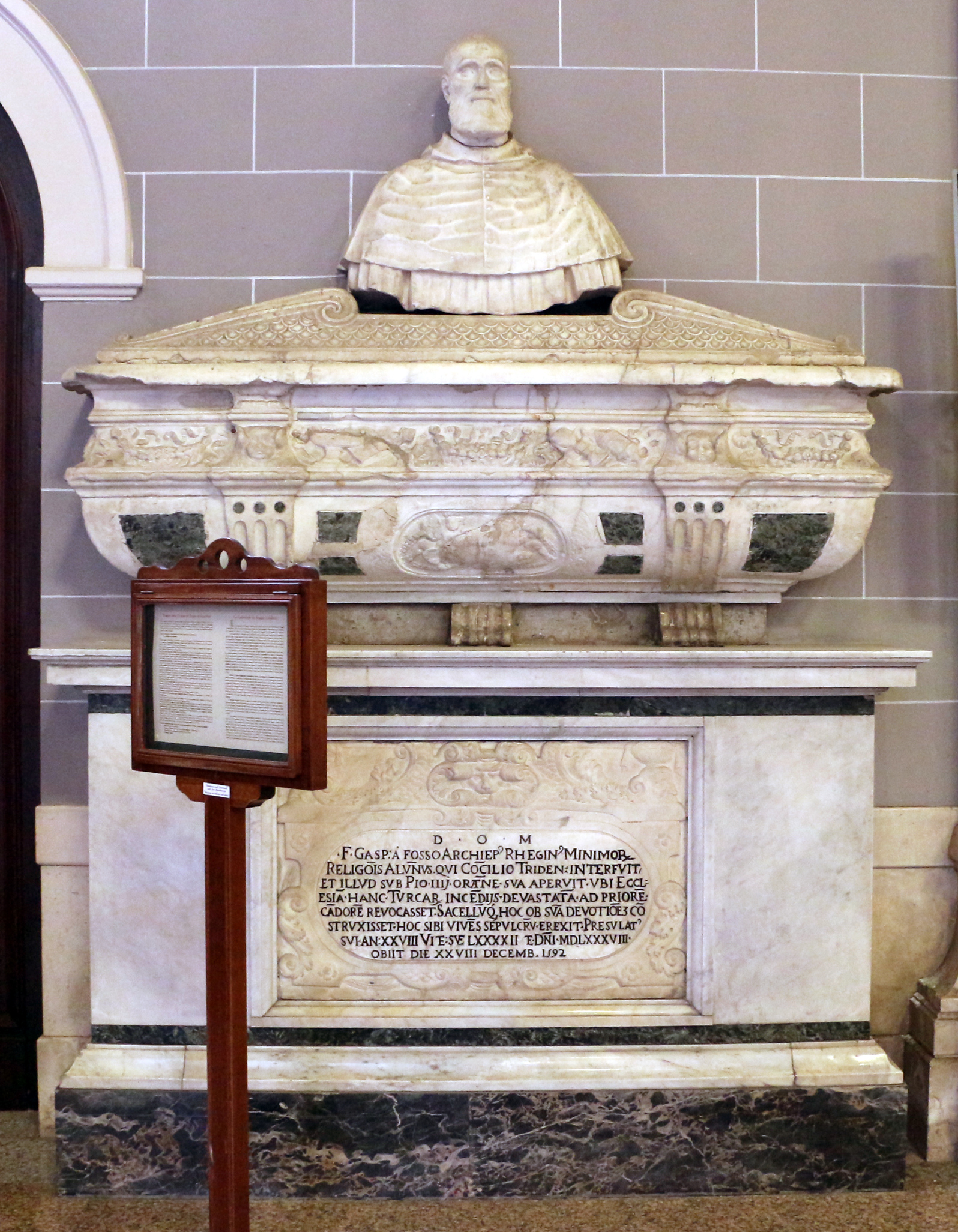
Rinaldo Bonanno, Sepolcro di Gaspare Ricciulli del Fosso, 1588, Cattedrale di Reggio Calabria.

Fu generale dell'Ordine dei Minimi dal 1535 e poi vescovo di Scala (nel 1548), di Calvi (nel 1551) e infine arcivescovo di Reggio Calabria (nel 1560).
Ebbe fama di zelante ed austero riformatore, infatti è rilevante la sua attività di riforma dell'arcidiocesi di Reggio Calabria. Ebbe tuttavia frequentazioni con vari esponenti del gruppo degli "spirituali" e sembrò tentato da una "conversione". Nel 1550 fu raccomandato da Diego Hurtado de Mendoza a Carlo V come candidato al cardinalato.
Fu una figura fondamentale nella XVII sessione del Concilio di Trento del 1545, nella quale pronunciò il discorso di apertura: fu membro della commissione conciliare che esaminò il caso di Giovanni Grimani a Trento.